# Pontcey
 Pontcey es una población y comuna francesa, situada en la región de Franco Condado, departamento de Alto Saona, en el distrito de Vesoul y cantón de Scey-sur-Saône-et-Saint-Albin.

## Demografía
| 158 | 169 | 148 | 203 | 302 | 275 | 252 |
| Para los censos de 1962 a 1999 la población legal corresponde a la población sin duplicidades (Fuente: INSEE [Consultar]) |     |     |     |     |     |     |